# Gran Premi de Gran Bretanya del 2012
El Gran Premi de Gran Bretanya de Fórmula 1 de la temporada 2012 s'ha disputat al Circuit de Silverstone, del 6 al 8 de juliol del 2012.

## Resultats de la qualificació
| Pos                                    | No | Pilot              | Constructor           | Part 1   | Part 2   | Part 3      | Sortida |
| -------------------------------------- | -- | ------------------ | --------------------- | -------- | -------- | ----------- | ------- |
| 1                                      | 5  | Fernando Alonso    | Ferrari               | 1:46.515 | 1:56.921 | 1:51.746    | 1       |
| 2                                      | 2  | Mark Webber        | Red Bull-Renault      | 1:47.276 | 1:55.898 | 1:51.793    | 2       |
| 3                                      | 7  | Michael Schumacher | Mercedes GP           | 1:46.571 | 1:55.799 | 1:52.020    | 3       |
| 4                                      | 1  | Sebastian Vettel   | Red Bull-Renault      | 1:46.279 | 1:56.931 | 1:52.199    | 4       |
| 5                                      | 6  | Felipe Massa       | Ferrari               | 1:47.401 | 1:56.388 | 1:53.065    | 5       |
| 6                                      | 9  | Kimi Räikkönen     | Lotus F1 Team-Renault | 1:47.309 | 1:56.469 | 1:53.290    | 6       |
| 7                                      | 18 | Pastor Maldonado   | Williams-Renault      | 1:46.449 | 1:56.802 | 1:53.539    | 7       |
| 8                                      | 4  | Lewis Hamilton     | McLaren-Mercedes      | 1:47.433 | 1:54.897 | 1:53.543    | 8       |
| 9                                      | 12 | Nico Hülkenberg    | Force India-Mercedes  | 1:46.334 | 1:55.556 | 1:54.382    | 141     |
| 10                                     | 10 | Romain Grosjean    | Lotus F1 Team-Renault | 1:47.043 | 1:56.388 | Sense temps | 9       |
| 11                                     | 11 | Paul di Resta      | Force India-Mercedes  | 1:47.582 | 1:57.009 |             | 10      |
| 12                                     | 14 | Kamui Kobayashi    | Sauber-Ferrari        | 1:46.649 | 1:57.071 |             | 172     |
| 13                                     | 8  | Nico Rosberg       | Mercedes GP           | 1:47.724 | 1:57.108 |             | 11      |
| 14                                     | 16 | Daniel Ricciardo   | Toro Rosso-Ferrari    | 1:47.266 | 1:57.132 |             | 12      |
| 15                                     | 19 | Bruno Senna        | Williams-Renault      | 1:47.105 | 1:57.426 |             | 13      |
| 16                                     | 17 | Jean-Éric Vergne   | Toro Rosso-Ferrari    | 1:47.705 | 1:57.719 |             | 233     |
| 17                                     | 15 | Sergio Pérez       | Sauber-Ferrari        | 1:46.494 | 1:57.895 |             | 15      |
| 18                                     | 3  | Jenson Button      | McLaren-Mercedes      | 1:48.044 |          |             | 16      |
| 19                                     | 21 | Vitali Petrov      | Caterham-Renault      | 1:49.027 |          |             | 18      |
| 20                                     | 20 | Heikki Kovalainen  | Caterham-Renault      | 1:49.477 |          |             | 19      |
| 21                                     | 24 | Timo Glock         | Marussia-Cosworth     | 1:51.618 |          |             | 20      |
| 22                                     | 22 | Pedro de la Rosa   | HRT-Cosworth          | 1:52.742 |          |             | 21      |
| 23                                     | 23 | Narain Karthikeyan | HRT-Cosworth          | 1:53.040 |          |             | 22      |
| Temps per la regla del 107% : 1:53.718 |    |                    |                       |          |          |             |         |
| 24                                     | 25 | Charles Pic        | Marussia-Cosworth     | 1:54.143 |          |             | 244     |
| Font:                                  |    |                    |                       |          |          |             |         |

Notes:
- ^1  — Nico Hülkenberg ha estat penalitzat amb 5 posicions per substituir la caixa de canvi.[2]
- ^2  — Kamui Kobayashi ha estat penalitzat amb 5 posicions per causar un accident amb Felipe Massa al GP anterior (Valencia).
- ^3  — Jean-Éric Vergne ha estat penalitzat amb 10 posicions per causar un accident amb Heikki Kovalainen al GP anterior (Valencia).
- ^4  — Charles Pic no va superar el temps de la regla del 107% en la seva volta ràpida a la Q1, però va ser readmès pels comissaris de la cursa.[3] before being given permission to enter the race by the stewards, leaving him twenty-fourth overall.[4]

## Resultats de la Cursa
| Pos   | No | Pilot              | Constructor           | Voltes | Temps / Retirada | Pos.Sortida | Punts |
| ----- | -- | ------------------ | --------------------- | ------ | ---------------- | ----------- | ----- |
| 1     | 2  | Mark Webber        | Red Bull-Renault      | 52     | 1h 25' 11. 288   | 2           | 25    |
| 2     | 5  | Fernando Alonso    | Ferrari               | 52     | + 3.060 s        | 1           | 18    |
| 3     | 1  | Sebastian Vettel   | Red Bull-Renault      | 52     | + 4.836 srg.     | 4           | 15    |
| 4     | 6  | Felipe Massa       | Ferrari               | 52     | + 9.519 s        | 5           | 12    |
| 5     | 9  | Kimi Räikkönen     | Lotus F1 Team-Renault | 52     | + 10.314 s       | 6           | 10    |
| 6     | 10 | Romain Grosjean    | Lotus F1 Team-Renault | 52     | + 17.101 s       | 9           | 8     |
| 7     | 7  | Michael Schumacher | Mercedes GP           | 52     | + 29.153 s       | 3           | 6     |
| 8     | 4  | Lewis Hamilton     | McLaren-Mercedes      | 52     | + 36.463 s       | 8           | 4     |
| 9     | 19 | Bruno Senna        | Williams-Renault      | 52     | + 43.347 s       | 13          | 2     |
| 10    | 3  | Jenson Button      | McLaren-Mercedes      | 52     | + 44.444 s       | 16          | 1     |
| 11    | 14 | Kamui Kobayashi    | Sauber-Ferrari        | 52     | + 45.370 s       | 17          |       |
| 12    | 12 | Nico Hülkenberg    | Force India-Mercedes  | 52     | + 47.856 s       | 14          |       |
| 13    | 16 | Daniel Ricciardo   | Toro Rosso-Ferrari    | 52     | + 51.241 s       | 12          |       |
| 14    | 17 | Jean-Éric Vergne   | Toro Rosso-Ferrari    | 52     | + 53.313 s       | 23          |       |
| 15    | 8  | Nico Rosberg       | Mercedes GP           | 52     | + 57.394 s       | 11          |       |
| 16    | 18 | Pastor Maldonado   | Williams-Renault      | 51     | + 1 Volta        | 7           |       |
| 17    | 20 | Heikki Kovalainen  | Caterham-Renault      | 51     | + 1 Volta        | 19          |       |
| 18    | 24 | Timo Glock         | Marussia-Cosworth     | 51     | + 1 Volta        | 20          |       |
| 19    | 25 | Charles Pic        | Marussia-Cosworth     | 51     | + 1 Volta        | 24          |       |
| 20    | 22 | Pedro de la Rosa   | HRT-Cosworth          | 50     | + 2 Voltes       | 21          |       |
| 21    | 23 | Narain Karthikeyan | HRT-Cosworth          | 50     | + 2 Voltes       | 22          |       |
| Ret   | 15 | Sergio Pérez       | Sauber-Ferrari        | 11     | Col·lisió        | 15          |       |
| Ret   | 11 | Paul di Resta      | Force India-Mercedes  | 2      | Col·lisió        | 10          |       |
| NVS   | 21 | Vitali Petrov      | Caterham-Renault      | 0      | Motor            | 18          |       |
| Font: |    |                    |                       |        |                  |             |       |

## Classificació del mundial després de la cursa
| Pos | Pilot            | Punts |
| --- | ---------------- | ----- |
| 1   | Fernando Alonso  | 129   |
| 2   | Mark Webber      | 116   |
| 3   | Sebastian Vettel | 100   |
| 4   | Lewis Hamilton   | 92    |
| 5   | Kimi Räikkönen   | 83    |

| Pos | Constructor           | Punts |
| --- | --------------------- | ----- |
| 1   | Red Bull-Renault      | 216   |
| 2   | Ferrari               | 152   |
| 3   | Lotus F1 Team-Renault | 144   |
| 4   | McLaren-Mercedes      | 142   |
| 5   | Mercedes GP           | 98    |

- Nota: Només s'inclouen els 5 primers de cada classificació. Per veure-la completa aneu a Temporada 2012 de Fórmula 1

## Altres
- Pole: Fernando Alonso 1' 51. 746

- Volta ràpida: Kimi Räikkönen 1' 34. 661 (a la volta 50)